# Giacomo Roppa
Giacomo Roppa (fl. 1832-1856) è stato un tenore italiano.
È ricordato soprattutto per aver creato il ruolo di Jacopo Foscari nella prima mondiale de I due Foscari di Giuseppe Verdi nel 1844. 

## Biografia
Nel 1832 interpretò il ruolo di Guelfo nella prima mondiale della Francesca da Rimini di Giuseppe Fournier-Gorre al Regio Teatro degli Avvalorati di Livorno. Nello stesso teatro cantò nel ruolo di Osburgo ne La straniera di Vincenzo Bellini. Nel 1834 debuttò al Gran Teatro La Fenice di Venezia nel personaggio di Albino in Fausta di Gaetano Donizetti e in seguito interpretò Aladino nella prima mondiale di Emma d'Antiochia di Saverio Mercadante l'8 marzo 1834. Nell'autunno del 1834 apparve al Teatro Comunale di Bologna di nuovo in Albino, in Flavio in Norma di Bellini, in Geroldo in Tebaldo e Isolina di Francesco Morlacchi e in Hervey in Anna Bolena di Gaetano Donizetti.  
Nel 1835 cantò al Teatro Regio di Torino il ruolo di Guido ne Gli Illinesi di Pietro Antonio Coppola. Fu impegnato lì per tutto il 1837, cantando ruoli come Alamiro nel Belisario di Donizetti, Don Pedro in Inês de Castro di Giuseppe Persiani, Edgardo in Lucia di Lammermoor di Donizaetti, e Lorenzo in I Capuleti e i Montecchi di Bellini. Debuttò al Teatro alla Scala, nel 1838, interpretando il ruolo di Alphonse in La muette de Portici di Daniel Auber, rimanendovi fino al 1839. Nel 1841 si esibì al teatro dell'opera di Livorno in Gennaro nella Lucrezia Borgiadi  Donizetti. Ritornò a Bologna nel 1842 dove cantò Faone in Saffo di Giovanni Pacini e Olnezero ne La sibilla di Pietro Torrigiano. Nel 1843 tornò a Livorno per interpretare Icilio nella Virginia di Alessandro Nini e Vivaldi nella Vannina d'Ornano di Fabio Campana.  
Nel 1844 creò il ruolo di Jacopo Foscari nella prima mondiale de I due Foscari di Giuseppe Verdi al Teatro Argentina di Roma. Fu nuovamente impegnato al Gran Teatro La Fenice nel 1844-1845, dove eseguì Pollione nella Norma di Bellini e il ruolo del protagonista in Robert le diable di Giacomo Meyerbeer. Dal 1846 al 1848 fu impegnato al Teatro Regio di Parma dove ebbe un particolare trionfo nel ruolo di Curiazo negli Orazi e Curiazi di Mercadante e anche in quello di Jacopo Foscari. Dal 1848 al 1851 fu impegnato al Gran Teatre del Liceu di Barcellona dove cantò in più di 30 ruoli d'opera, tra cui Gennaro, Jacopo Foscari, Tamas in Gemma di Vergy e il ruolo del protagonista in Dom Sébastien. Alcune delle sue ultime apparizioni furono al Teatro Comunale di Bologna nel 1856 nei panni di Carlo ne I masnadieri di Verdi, Matteo Borsa nel Rigoletto di Verdi e Rodolfo in Luisa Miller.  